# E012
För andra betydelser, se E012 (olika betydelser).
E012 eller Europaväg 012 är en europaväg klass B som går mellan Almaty och Khorgos i Kazakstan. Längd omkring 300 km. Denna väg har inget samband med europavägen E12 (i Norge, Sverige och Finland), trots sina likheter i vägnumret.

## Sträckning
Almaty - Kokpek - Chundzha - Koktal - Khorgos
Vägen går vid Khorgos fram till gränsen till Kina, men den fortsätter inte över den kinesiska gränsen, eftersom europavägar inte finns i Kina. På kinesiska sidan fortsätter vägen som nummer G30/G312.

## Historia
Europavägnumret infördes cirka år 2000 på sträckan från Kokpek till Khorgos, och E011 Almaty-Kokpek-Kirgizistan. Det ändrades år 2003 så att E012 gick Almaty-Kokpek-Khorgos och E011 inte längre Almaty-Kokpek.

## Anslutningar till andra europavägar
- E40 i Almaty
- E125 i Almaty
- E011 i Kokpek
- E013 i Koktal

Kinas motorväg G30 mot Lianyungang och riksväg 312 mot Shanghai ansluter och de går ända till östra Kina.
E012 är också Asienväg 5.